# Hititas
Los hititas fueron un pueblo indoeuropeo anatolio que formó una de las primeras civilizaciones importantes de Asia Occidental durante la Edad del Bronce. Posiblemente originario de más allá del mar Negro, se establecieron en la actual Turquía a principios del II milenio a. C. y absorbieron gradualmente a la cultura nativa de los hatianos, un antiguo pueblo con lengua propia que no era semítica ni indoeuropea. Los hititas indoeuropeos conservaron el nombre original del país («país de Hatti»), que también se convirtió en la designación principal del Estado hitita: Ḫattuša (𒄩𒀜𒌅𒊭). Los hititas se organizaron en una serie de entidades políticas en el centro-norte de Anatolia, entre ellos el reino de Kussara (antes de 1750 a. C.), el reino de Kaneš o Nesa (c. 1750-1650 a. C.) y un imperio centrado en Hattusa (alrededor de 1650 a. C.). Este último conocido en tiempos modernos como el Imperio hitita, alcanzó su apogeo a mediados del siglo XIV a. C. bajo el reinado de Suppiluliuma I, en el momento en que abarcaba la mayor parte de Anatolia y regiones del norte de Levante mediterráneo y la Mesopotamia superior.
Entre los siglos XV y XIII a. C., los hititas fueron una de las potencias dominantes del Oriente Próximo, entró en conflicto con el Imperio Nuevo de Egipto, el Imperio Asirio Medio y el imperio de Mitani. En el siglo XII a. C., gran parte del Imperio hitita fue anexado por el Imperio Asirio Medio y el resto fue saqueado por los frigios recién llegados a la región. Desde finales del siglo XII a. C., durante el colapso de la Edad del Bronce Final, los hititas se dividieron en varios pequeños reinos independientes, algunos de los cuales sobrevivieron hasta el siglo VIII a. C. antes de sucumbir al Imperio neoasirio; al carecer de una continuidad unificadora, sus descendientes se dispersaron y finalmente se fusionaron en las poblaciones modernas del Levante y Mesopotamia.
La lengua hitita, a la que sus hablantes se referían como nešili, «la lengua de Nesa», era un miembro distinto de la rama anatolia de la familia de lenguas indoeuropeas; junto con la lengua luvita, estrechamente relacionada, es la lengua indoeuropea más antigua históricamente atestiguada. La historia de la civilización hitita se conoce principalmente a partir de textos cuneiformes encontrados en sus antiguos territorios y de la correspondencia diplomática y comercial encontrada en los diversos archivos de Asiria, Babilonia, Egipto y el Oriente Medio en general; el desciframiento de estos textos fue un acontecimiento clave en la historia de los estudios indoeuropeos. También se han sugerido vínculos culturales con la Escandinavia prehistórica.
Los eruditos alguna vez atribuyeron el desarrollo de la fundición de hierro a los hititas, quienes se creía que habían monopolizado la siderurgia durante la Edad del Bronce. Esta teoría ha sido cada vez más cuestionada en el siglo XXI, con el colapso de la Edad del Bronce Final y la posterior Edad del Hierro, al constatarse la expansión lenta y comparativamente continua de la tecnología de siderurgia en toda la región. Si bien hay algunos objetos de hierro de Anatolia de la Edad del Bronce, el número es comparable al de objetos de hierro encontrados en Egipto y en otros lugares del mismo período; sólo una pequeña cantidad de estos objetos son armas. La espectrometría de fluorescencia de rayos X sugiere «que la mayoría o todos los hierros de la Edad del Bronce se derivan de» meteoritos. El ejército hitita también utilizó con éxito los carros de guerra.
El interés moderno por los hititas aumentó con la fundación de la República de Turquía en 1923. Los hititas atrajeron la atención de arqueólogos turcos como Halet Çambel y Tahsin Özgüç. Durante este período, el nuevo campo de la hititología también influyó en la denominación de las instituciones públicas turcas, como el Etibank («banco hitita»), y la fundación del Museo de las Civilizaciones de Anatolia en Ankara, construido a 200 kilómetros al oeste de la capital hitita de Hattusa, que alberga la exposición más completa del mundo de arte y artefactos hititas.

## Arqueología

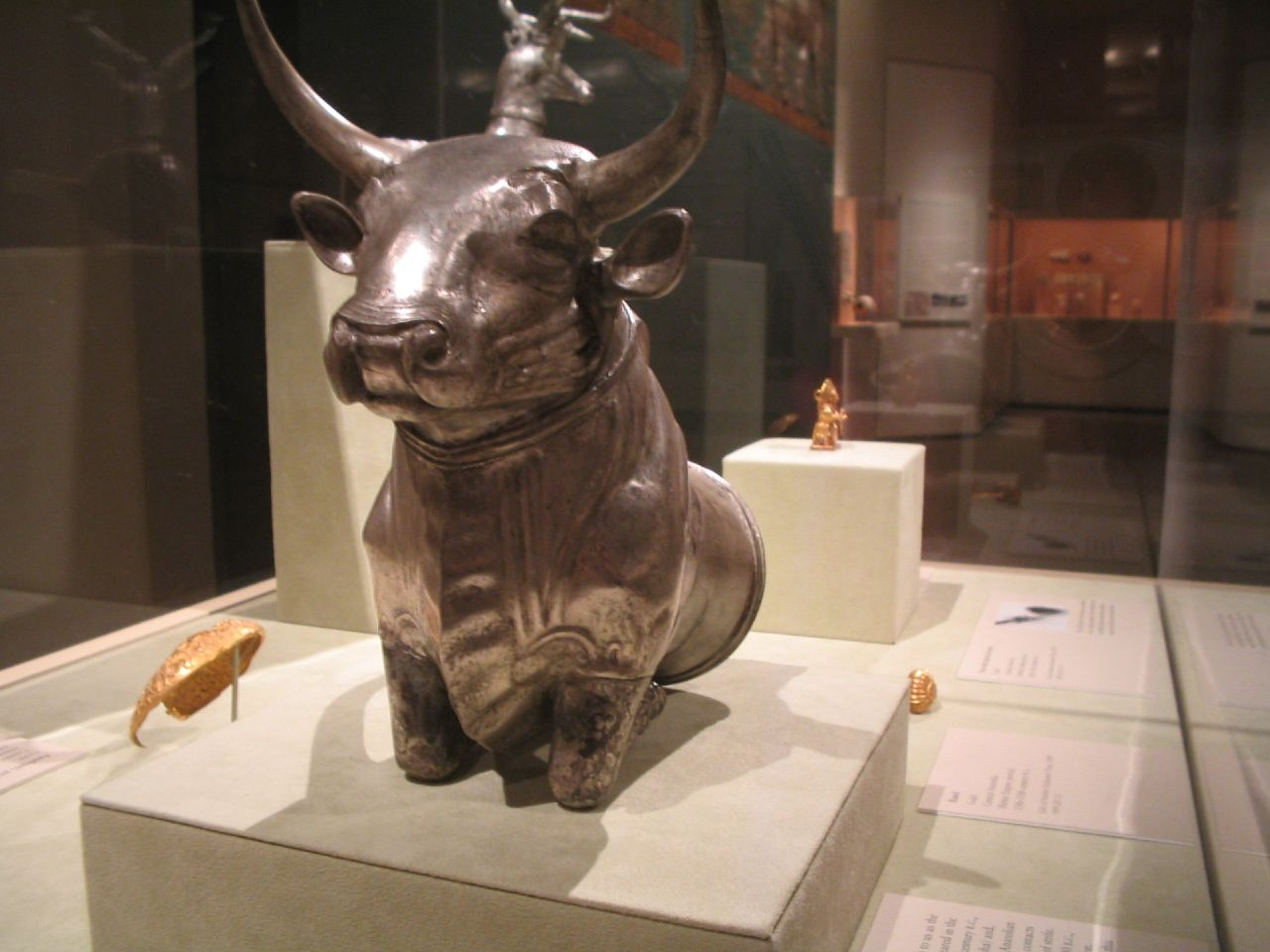
Un rhyton hitita del Museo Metropolitano de Arte.

Gracias a numerosas excavaciones, algunas tan importantes como el descubrimiento de lo que sería similar a un «archivo nacional» en Hattusa, y muchas referencias en textos de origen asirio y egipcio, se ha podido reconstruir su historia y llegar a descifrar su escritura.

### El nombre de Hatti
No se sabe a ciencia cierta cómo se llamaban a sí mismos. El nombre de Hatti proviene de las crónicas asirias que lo identificaban como «Khati» (el país de Hatti), y por otra parte los egipcios los denominaban «Heta», que es la transcripción más común del jeroglífico «Ht» (la escritura egipcia carecía de vocales).
En idioma asirio o acadio URUHa-at-ti.
Por otra parte, los hatti eran un pueblo no indoeuropeo que vivía en la misma región que los hititas, antes del primer imperio hitita, y cuya conquista por parte de los segundos provocó que los asirios y demás estados vecinos siguieran usando el nombre de hatti para denominar a los nuevos ocupantes, pasando a significar 'la tierra de la ciudad de Hattusa'. La lengua hática de los hatti siguió siendo usada ocasionalmente y para ciertos propósitos dentro de las inscripciones en hitita.
El término «hititas» proviene de las referencias en la Biblia. En esta se utilizaba Hittim, que Lutero traduciría al alemán como Hethiter, que los ingleses convirtieron en Hittites, mientras los franceses los denominaron primero Héthéens para acabar llamándolos del mismo modo que los ingleses, Hittites. «Hititas» es el término general que se emplea en español (también se ha utilizado el de «heteos» pero es poco frecuente y está en desuso). Aparecen referencias en la Biblia a los hititas en Génesis (15:19-21 y 23:3), Números (13:29), Josué (3:10) y Libro II de los Reyes (7:6).
En el libro 2 de Samuel (11:1-21) se hace referencia a Urías el hitita, combatiente de los ejércitos del rey David y esposo de Betsabé. Tras tomarla como concubina mientras Urías peleaba con los amonitas, David, después de embarazar a Betsabé, provocó su muerte.

### El descubrimiento de los hititas
A diferencia de los reinos contemporáneos de Babilonia, Asiria o Egipto, cuya memoria ha estado presente en las sucesivas civilizaciones, el Reino hitita forma parte de los olvidados por la historia antigua de Oriente Próximo. Al igual que sumerios, elamitas o urartianos, no dejaron apenas rastro en la memoria de los pueblos que posteriormente ocuparon sus tierras. Los bajorrelieves de los hititas y de sus vasallos, como el del paso de Karabel en Kemalpaşa, son bien conocidos desde la época antigua y medieval, pero su atribución fue problemática hasta finales del siglo XIX.
En 1834 Charles Texier descubre las ruinas de una antigua ciudad cerca de la aldea turca de Bogazköy (después identificada como su antigua capital, Hattusa). En 1839, en su libro Description de l'Asie Mineure, afirma que aquellas ruinas pertenecían a una civilización desconocida. 
En 1822, en Viajes por Siria y Tierra Santa, Johann Ludwig Burckhardt habla del hallazgo de una lápida con jeroglíficos desconocidos, algo que pasó en su momento inadvertido. Pero en 1863 los estadounidenses Augustus Johnson y el director Jessup seguirían las huellas de Burckhardt en Hama hasta reencontrarla. 
Entre 1870 y 1880 son investigados diversos restos por el misionero irlandés Willian Wright, que traslada algunas piedras a Estambul, y H. Skeene y George Smith, que descubren Karkemish y encuentran restos de la «escritura desconocida», la misma que encontraría en 1879 Henry Sayce en Esmirna.
En 1880 Sayce afirma en una conferencia ante la Society for Biblical Archaeology que todos esos restos pertenecen a los «hititas» que menciona la Biblia. Cuatro años más tarde, William Wright aporta nuevas pruebas a la tesis de Sayce y publica un polémico y atrevido tratado: El gran Imperio de los Hititas, con el desciframiento de las inscripciones hititas por el profesor A. H. Sayce.
Hacia el año 1887 se descubre en Amarna numerosa documentación egipcia de la época de Akenatón, que incluye abundante correspondencia con las primeras alusiones directas a los hititas y a los jebuseos. En 1888 Karl Humann y Felix von Luschan dirigen unas excavaciones en Sendjirli y descubren una fortaleza hitita con numerosos bajorrelieves y toneladas de esculturas y vasijas de barro cocido. Entre 1891 y 1892 William Flinders Petrie encuentra tablillas en la misma «lengua desconocida», que se le llamaría primeramente «lengua Arzawa», debido a las alusiones que se hacían al territorio de Arzawa. En 1893 el arqueólogo francés Ernest Chantre descubre en Bogazköy fragmentos de tablillas en la misma lengua.
Pero el mayor descubrimiento lo hace Hugo Winckler entre 1905 y 1909 en una expedición a Bogazköy, donde encuentra más de 10 000 tablillas de lo que parecía ser un «archivo nacional», entre las cuales había textos bilingües, lo que permite descifrar numerosos documentos. Winckler afirma que esas ruinas pertenecen a la capital, la cual acaba denominando Hattusa. A partir de entonces, la investigación entre los años 1911 y 1952 se centra en descifrar la lengua hitita, cuyas mayores aportaciones las hace Johannes Friedrich que, en 1946, publica un Manual hitita y entre 1952 y 1954 un Diccionario de lengua hitita.
El punto culminante del descubrimiento de los hititas se produce durante las excavaciones dirigidas por Kurt Bittel en Bogazköy y las de Helmut Bossert en Karatepe, donde se encuentran nuevos textos bilingües que han ayudado a descifrar definitivamente la escritura hitita y la fijación de fechas.

## Historia
La historia hitita abarca aproximadamente quinientos años, desde el reinado de Labarna a comienzos del siglo XVII a. C. hasta el colapso del reino a finales del siglo XIII a. C. o comienzos del siglo XII a. C. La historia del reino se divide en dos grandes periodos: Reino Antiguo (comenzando con el reinado de Labarna) y Reino Nuevo (comenzando con el reinado de Tudhaliya I/II). Otras divisiones adaptan la historia de los hititas al esquema de la historiografía de los reinos del Antiguo Oriente Próximo y establece tres periodos: antiguo, medio y nuevo. Sin embargo, en este caso, no hay unidad para definir cuándo termina uno y comienza el siguiente.

### Orígenes
El origen de los hititas y sus «parientes» luvitas y palaítas —todos hablantes de lenguas indoeuropeas—, establecidos en Anatolia en el segundo milenio a. C., es objeto de un debate que se halla unido a los orígenes de los pueblos indoeuropeos. Una hipótesis propone un origen autóctono, por lo que los hititas serían un pueblo indígena de Anatolia. Sin embargo, la opinión predominante es que el origen de los indoeuropeos está en las estepas del sur de Rusia de donde migraron los hititas: cruzaron los Balcanes, atravesaron los estrechos que separan Asia de Europa y se asentaron en Anatolia Central. El conocimiento actual no permite determinar si los hititas, luvitas y palaítas llegaron en oleadas sucesivas o al mismo tiempo, o si quizá un pueblo que sería su ancestro común se dividió en varios grupos tras su llegada a Anatolia. La datación de estas migraciones sigue siendo controvertida y algunos estudiosos proponen periodos que se remontan hasta el tercer milenio a. C.

### Primeros reinos
Cualquiera que sea su origen, los primeros textos hititas conocidos se identifican al comienzo del segundo milenio a. C. en los archivos de los mercaderes asirios de Anatolia Central donde establecieron varias colonias comerciales. La más importante fue la situada en Kanes (actual Kültepe) en la que se han encontrado la mayoría de las tablillas. Su estudio reveló la presencia de diversos principados que compartían Anatolia Central en el siglo XIX a. C.: al norte estaban Hatti (alrededor de Hattusa) y Zalpa (cerca del mar Negro); al sur, Buruskhattum (la Puruskhanda de los textos hititas posteriores, quizá la actual Acemhöyük), Wahsusana, Mama y especialmente Kanes, en una región donde los hititas estaban más concentrados. La importancia de esta última ciudad para los orígenes hititas se refleja en que es a partir de su nombre que los hititas llamaban a su propio idioma (nesili, la lengua de Nesa, otro nombre de la ciudad de Kanes).
La primera dinastía «hitita» que ejerce la hegemonía en Anatolia Central viene de la ciudad de Kussara —cuya ubicación se desconoce— bajo la dirección de dos reyes del siglo XIX a. C.: Pitkhana y Anitta. Establecieron su capital en Kanes y sometieron a los principales estados anatolios, entre los que se encontraban Buruskhattum, Hatti y Zalpa. Esta dinastía no sobrevivió muchos años a Anitta y desapareció en circunstancias desconocidas.

### La aparición del gran reino hitita

Antiguo Oriente Próximo en tiempos de Hattusili I y Mursili I. La extensión de los reinos y la ubicación de algunas ciudades son aproximadas.

El gran Reino hitita, cuya dinastía dominó ininterrumpidamente gran parte de la península anatólica durante más de cuatro siglos, se conformó en las últimas décadas del siglo XIX a. C. Sus fundadores probablemente estuvieron emparentados con la dinastía de Kussara. La naturaleza de la conexión es todavía oscura. El fundador de la dinastía parece que se llamó Labarna. Este nombre se empleó después para referirse al monarca, de la misma manera que los nombres César y Augusto se utilizaron para designar a las funciones más altas del Imperio romano.
El primer rey cuyos hechos son conocidos es Hattusili I, sucesor de Labarna y modelo hitita de rey conquistador. Estableció su capital en Hattusa y proporciona el primer periodo de expansión territorial al reino hitita al apoderarse de ciudades en el norte de Anatolia (Zalpa) y, sobre todo, en el sur, ya que logró amenazar las posiciones de Yamhad (Alepo), el reino más poderoso de Siria en aquellos días.
Su nieto y sucesor, Mursili I, continuó con esta dinámica bélica al capturar finalmente Alepo y hacer una incursión exitosa hasta Babilonia en 1595 a. C. Provocó así la caída de los dos reinos más importantes de su época en el Antiguo Oriente Próximo, pero fueron éxitos efímeros. Fue asesinado por Hantili I, su propio cuñado, al regreso de su expedición babilónica. Esto fue el preludio de un periodo de intrigas cortesanas y trastornos fronterizos que condujeron a los hititas a una progresiva retirada territorial.

### La inestabilidad del reino
Los sucesores de Mursili I no lograron estabilizar la corte real, sacudida regularmente por intrigas sangrientas durante gran parte del siglo XVI a. C. La situación fue restaurada por Telepinu mediante la proclamación de un edicto en el que prescribía las reglas sucesorias del reino —con el fin de evitar más derramamiento de sangre— y para instruir a sus súbditos en las normas de la buena administración del Estado. En política exterior firmó un tratado de paz con el Reino de Kizzuwadna, fronterizo con Siria septentrional, que se convirtió en la potencia dominante en el sureste de Anatolia.
Los siguientes reyes se esforzaron por mantener relaciones pacíficas con Kizzuwadna, pero este basculó hacia la órbita de la nueva potencia dominante en Siria: el Reino de Mitanni, gobernado por los hurritas, que se convirtió en rival de los hititas en la hegemonía sobre los reinos de Anatolia Oriental. Al mismo tiempo surgió una amenaza por el norte donde las tribus kaskas ocuparon las montañas del Ponto y dirigieron incursiones devastadoras al corazón de Hatti. Las intrigas cortesanas continuaron hasta finales del siglo XV a. C. cuando Tudhaliya I/II sube al trono.

Antiguo Oriente Próximo a comienzos del Reino Nuevo hitita. La extensión de los reinos y la ubicación de algunas ciudades son aproximadas.

La cronología de este periodo —llamado en ocasiones Reino Medio— está mal establecida y el número de soberanos que ocuparon el trono se sigue debatiendo. De todas formas, el reino se fortaleció frente a sus oponentes. La amenaza de los kaskas se contuvo mediante el establecimiento de una zona fronteriza salpicada de guarniciones, alguna de las cuales se conocen bien gracias a las excavaciones y las tablillas que han salido a la luz (en Tapikka, Sapinuwa, Sarissa). Al sur, el Reino de Mitanni tuvo problemas durante este periodo por la ofensiva egipcia que alcanzó su frontera sur. Kizzuwadna salió de su órbita para regresar a la alianza con los hititas. Otros conflictos conducen a los reyes hititas al oeste de Anatolia, donde el ascenso de los países de Arzawa amenazaba la hegemonía hitita en la región.
Los reinados de Arnuwanda I y Tudhaliya III, durante la primera mitad del siglo XIV a. C., fueron testigos del progresivo agrietamiento de la solidez del reino frente a sus rivales anatolios. En el norte los kaskas asaltaron varias plazas fuertes antes de tomar y saquear Hattusa, lo que obligó a la corte real a retirarse a Samuha. En el oeste los hititas no consiguieron instalar de forma permanente su autoridad y retrocedieron con el tiempo; mientras, el rey de Arzawa buscaba el reconocimiento como «gran rey» —lo que le situaba en igualdad de rango con el rey hitita— del faraón Amenofis III, como se desprende de la correspondencia diplomática de las cartas de Amarna. En el este los reinos de Isuwa y Azzi-Hayasa amenazaban a los hititas. A mediados del siglo XIV a. C. las grandes potencias de Antiguo Oriente Próximo parecían asistir al final del reino de los hititas.

### El imperio hitita
Tudhaliya III designó heredero a un príncipe homónimo, conocido como Tudhaliya el Joven. Fue suplantado por Suppiluliuma I (h.1350-1322 a. C.), probablemente su medio hermano. Suppiluliuma I fue un jefe militar de gran valor que emprendió los primeros esfuerzos para recuperar el reino hitita de la situación catastrófica en la que estaba. Recuperó Arzawa e Isuwa y estableció el vasallaje de Azzi-Hayasa. Sus éxitos más notables tuvieron lugar en Siria donde extendió considerablemente su influencia tras infligir dos severas derrotas a Mitanni, después hundido por intrigas sucesorias. Los vasallos sirios de Mitanni se rebelaron contra la influencia hitita en la región, pero fueron sometidos y puestos bajo la tutela de virreyes hititas. Las capitales de estos virreinatos fueron Alepo y Karkemish. Antes de comenzar un conflicto abierto contra Egipto, se atrajo la fidelidad de algunos vasallos del faraón Akenatón como Ugarit, Qadesh o Amurru. Sin embargo los prisioneros deportados a Hatti durante los primeros enfrentamientos llevaron una epidemia de peste que tuvo, como más conocidas víctimas, al propio Suppiluliuma I y a su sucesor Arnuwanda II.
El joven Mursili II (h.1321-1295 a. C.) tomó el poder en circunstancias difíciles. Sin embargo tuvo una capacidad militar sin igual en aquel momento que le permitió completar el trabajo de su padre, Suppiluliuma I, al someter a los países de Arzawa y entregarlos a varios vasallos fieles. Combatió contra los kaskas. Varios gobernantes vasallos de su padre, tanto de Anatolia como de Siria, se rebelaron contra su autoridad pero fueron derrotados. En el caso de los sirios fue posible gracias a la actuación de los virreyes de Karkemish, establecidos como intermediarios de la autoridad del gran rey.

Antiguo Oriente Próximo en tiempos de Muwatalli II. La extensión de los reinos y la ubicación de algunas ciudades son aproximadas.

Las revueltas de los vasallos y la lucha contra Egipto, que experimenta un nuevo impulso bajo los primeros reyes de la Dinastía XIX, fueron las principales preocupaciones militares de Muwatalli II (h.1295-1272 a. C.), el siguiente rey. El choque contra Egipto se produjo en la batalla de Qadesh (h.1274 a. C.) donde sus tropas y las de Ramsés II se irán sin una victoria decisiva para ninguna de las partes.
El sucesor designado por Muwatalli II es su hijo Urhi-Tesub quien ascendió al trono con el nombre de Mursili III (h.1272-1267 a. C.). Su madre era una concubina, no la reina titular, por lo que su legitimidad se vio debilitada. Su tío, Hattusili III, líder brillante que se distinguió en la guerra contra los kaskas, le hizo sombra. La lucha por el poder que se desató entre los dos bandos favoreció a Hattusili III (h.1267-1237 a. C.), que desterró a su sobrino. El reinado de Hattusili III estuvo marcado por la voluntad de reconocer su plena legitimidad a los ojos de los otros reyes. Consiguió concluir la paz con Ramsés II, que se casó con dos de las hijas del hitita. El oponente más formidable para los hititas durante su reinado fue Asiria que surgió de los despojos de Mitanni y colocó bajo su dominio la Alta Mesopotamia hasta el Éufrates.
El siguiente rey, Tudhaliya IV (h.1237-1209 a. C.), reinó con el apoyo de su madre, la influyente Puduhepa. Sufrió una dura derrota de Asiria, aunque no llegó a amenazar sus posiciones en Siria puesto que Tudhaliya IV mantuvo el virreinato de Karkemish. La situación fue más turbulenta en Anatolia Occidental al tiempo que el reino de Alasiya (isla de Chipre) fue sometido. La dinastía gobernante vio su legitimidad cuestionada por la presencia de una rama colateral de la familia real instalada en Tarhuntassa, regentada por otro hijo secundario de Muwatalli II, Kurunta, y sus sucesores. Kurunta parece que llegó a hacerse con el trono hitita. De ser así, fue desplazado por Tudhaliya IV poco después. Los reinados de Hattusili III y Tudhaliya IV estuvieron también marcados por el embellecimiento de la capital Hattusa, abandonada por Muwatalli II, y por la reforma cultural que llevó una mayor presencia de elementos hurritas en la religión oficial, ilustrada por la remodelación del santuario rupestre de Yazilikaya.

### El colapso del reino hitita y de sus estados vasallos
Arnuwanda III y después Suppiluliuma II sucedieron a Tudhaliya IV. La línea sucesoria de Hattusili III se mantuvo al tiempo que se consolidaban las ramas colaterales de Karkemish y Tarhuntassa, tal vez contribuyendo a un juego de fuerzas centrífugas que debilitó poco a poco el poder hitita. En este periodo las principales amenazas externas aparecieron en el oeste de Anatolia y en las regiones de la costa mediterránea donde surgieron grupos de población que los egipcios llamaron Pueblos del Mar. Las fuentes no permiten restaurar una imagen clara de este periodo, pero está claro que los primeros años del siglo XII a. C. vieron al estado hitita abrumado por estas nuevas amenazas. Otros factores pudieron haber contribuido a la crisis, como la carestía persistente en Anatolia Central. La mayoría de los sitios de Anatolia y Siria de este periodo muestran signos de destrucción violenta. Hattusa fue abandonada por la corte real antes de ser destruida. El destino del último rey hitita conocido, Suppilulliuma II, es desconocido. Los responsables de la destrucción en las costas de Siria parece que fueron los Pueblos del Mar, pero para las regiones del interior la incertidumbre sigue existiendo. La destrucción de Hattusa se atribuye a los kaskas o a los frigios que se hicieron con el lugar poco después. Los descendientes de la dinastía real hitita establecidos en Karkemish y Arslantepe (la moderna Malatya) sobrevivieron al colapso del gran reino y aseguraron la continuidad de las tradiciones reales hititas.

### Los reinos neohititas
El paisaje cultural y político de Anatolia y Siria estuvo muy agitado durante el final del segundo milenio a. C. y el comienzo del siguiente. La lengua hitita se dejó de hablar. Los reinos que sucedieron al gran reino hitita conservaron para las inscripciones oficiales el uso de jeroglíficos hititas que de hecho transcribían en luvita. El antiguo país de Hatti fue ocupado por los frigios, un pueblo recién llegado, que tal vez se pueda identificar con los mushki mencionados en los textos asirios. Estos últimos todavía utilizaban el término Hatti para referirse a los reinos establecidos en Siria y en el sureste de Anatolia que los modernos estudios denominan neohititas debido a que dieron continuidad a las tradiciones hititas mientras elaboraban una cultura original propia.
Los reinos neohititas estuvieron representados por las dos ramas descendientes de los reyes hititas establecidas en Karkemish y Arlanstepe, así como otras dinastías en Gurgum, Kummuhu, Que, Unqi o en Tabal e incluso Alepo. La mayor parte de Siria quedó sin embargo bajo el control de un nuevo grupo semita que emergió durante este periodo de crisis: los arameos, establecidos en Samal, Arpad, Hamat, Damasco o Til Barsip. Por tanto se debe considerar a los reinos neohititas y arameos un mosaico cultural y político que combina elementos arameos y luvitas entre otros. Estos estados se enfrentaron a partir del siglo IX a. C. a la expansión de la pujante Asiria a la cual trataron de resistir solicitando la ayuda de Urartu, un nuevo estado surgido en Anatolia Oriental. Finalmente se vieron superados y anexionados al Imperio asirio durante la segunda mitad del siglo VIII a. C.

## Relaciones exteriores

### Esfera de influencia: vasallos, virreyes y tratados de vasallaje

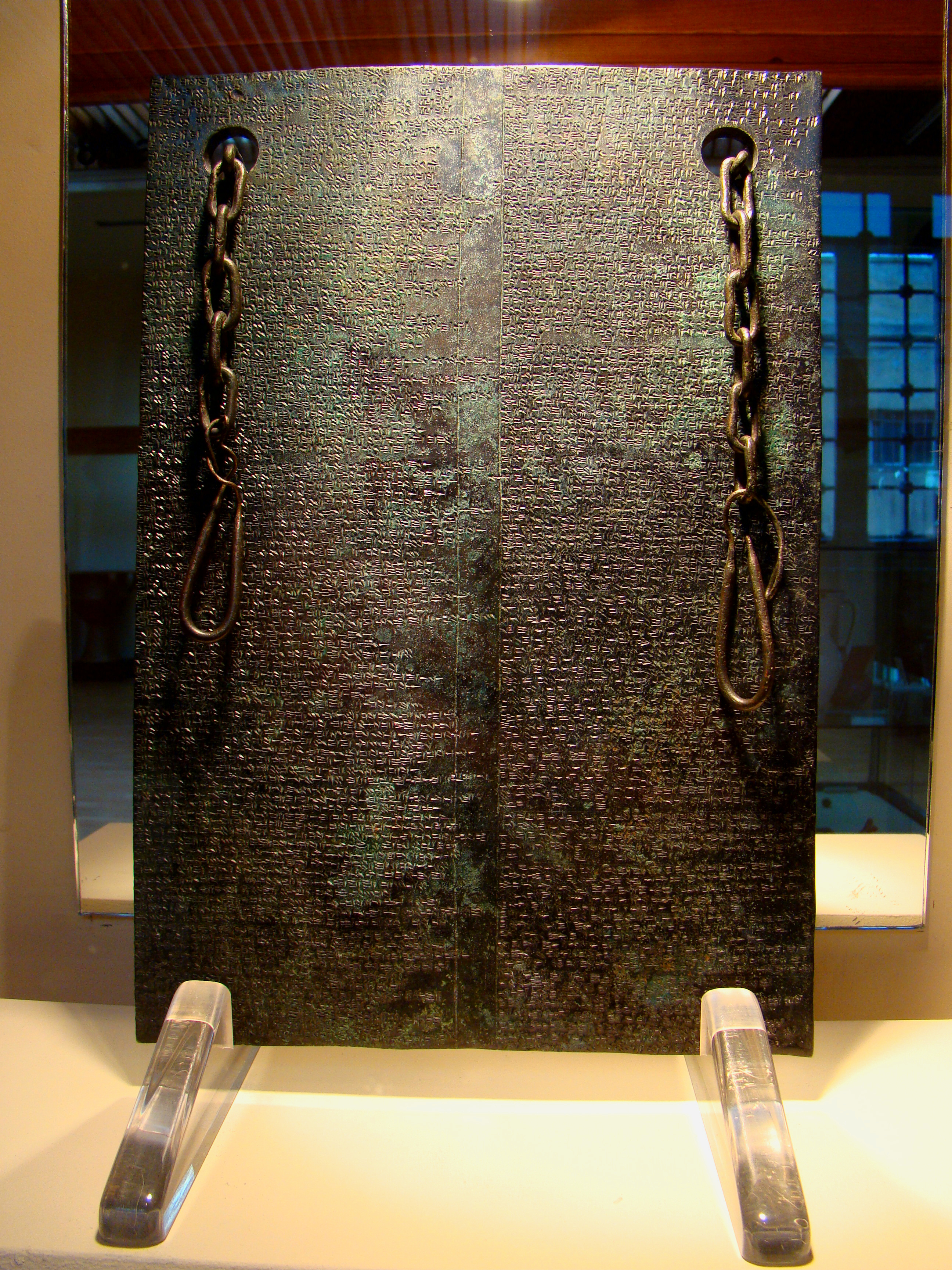
Tablilla de bronce en la que está inscrito el tratado entre Tudhaliya IV y Kurunta por el que el primero concedía la soberanía de Tarhuntassa al segundo. Está fechado en 1235 a. C.

Además de los territorios administrados directamente por los hititas, había Estados sometidos a su autoridad que disponían de su propia administración. Su soberanía debía ser aprobada por el rey hitita, que se reservaba el derecho a intervenir en sus negocios. A pesar de esto, la mayoría de vasallos poseía una autonomía considerable. En Anatolia los principales vasallos hititas fueron los países de Arzawa (Mira-Kuwaliya, Hapalla, el país del río Seha), Wilusa y Lukka (la Licia clásica) al oeste; Kizzuwadna y Tarhuntassa al sur; Azzi-Hayasa e Isuwa al este; y, durante ciertos periodos, los kaskas al norte. En Siria, tras el reinado de Suppiluliuma I, los hititas poseían varios estados vasallos: Alepo, Karkemish, Ugarit, Alalakh, Emar, Nuhasse, Qadesh, Amurru y Mitanni entre los principales. Entre estos reinos, algunos tenían un estatus particular porque habían sido entregados a miembros de la dinastía real hitita: Alepo, Karkemish y Tarhuntassa tuvieron sus propias dinastías colaterales; otros, como Hakpis, confiado a Hattusili III antes de su ascenso al trono, solo obtuvieron ese estatus temporalmente. La dinastía hitita de Karkemish representó un papel especial durante los últimos años del reino; su soberano intervino en los asuntos de otros estados sirios para resolver disputas, tarea que normalmente recaía en los reyes hititas, pero que delegaron en sus virreyes para aligerar su carga de tareas.
Las relaciones entre los reyes y virreyes hititas y sus vasallos se refleja bien en los archivos descubiertos en las excavaciones de Ugarit y Emar. Las autoridades hititas tenían que resolver litigios entre sus vasallos para garantizar la paz y cohesión en Siria —problemas fronterizos, matrimoniales, comerciales—, fijar los tributos y supervisar la vigilancia de posibles amenazas externas. Se emitieron varios decretos para resolver este tipo de casos. Los textos de Ugarit y Emar muestran otros representantes del poder hitita —que son parte del grupo de los «hijos del rey», la élite hitita— enviados cerca de los vasallos.
Para formalizar las relaciones con sus vasallos, los hititas tenían la costumbre de otorgar los tratados (en hitita, ishiul- y lingais-; en acadio, RIKSU/RIKILTU y MAMĪTU) y ponerlos por escrito, de forma similar a otras instrucciones destinadas a otros servidores del reino. Varias decenas de estos tratados se han encontrado en Hattusa en el área del palacio o en el gran templo, donde se archivaban cerca de las divinidades que los garantizaban. Mantienen un modelo estable durante el periodo imperial: un preámbulo en el que se presenta a las partes contratantes seguido de un prólogo histórico que reconstruye las pasadas relaciones entre ellos y justifica el acuerdo de vasallaje; a continuación se estipulan las obligaciones del vasallo —por lo general, la exigencia de lealtad al rey hitita, la obligación de extraditar a las personas que huyan de Hatti, algunas obligaciones militares como participar en campañas militares junto al rey o la protección de las guarniciones hititas y, a veces, la fijación del tributo a pagar o la regulación de los conflictos fronterizos—; las partes finales prescriben el número de copias del tratado y, en ocasiones, la necesidad de escribir en tablillas de metal (plata o bronce) y los lugares donde iba a ser depositado (palacios y templos); sigue una lista de los dioses que garantizan el acuerdo y, finalmente, las últimas palabras son maldiciones contra el vasallo que viole el tratado. Algunos vasallos disponían de un estatus honorífico más alto que otros y establecían tratados llamados kuirwana, que son formalmente tratados entre iguales, porque estos vasallos eran descendientes de reyes de estados que en el pasado eran iguales que Hatti: Kizzuwadna, antes de la incorporación al reino, y Mitanni.

### El rey hitita y sus «hermanos»

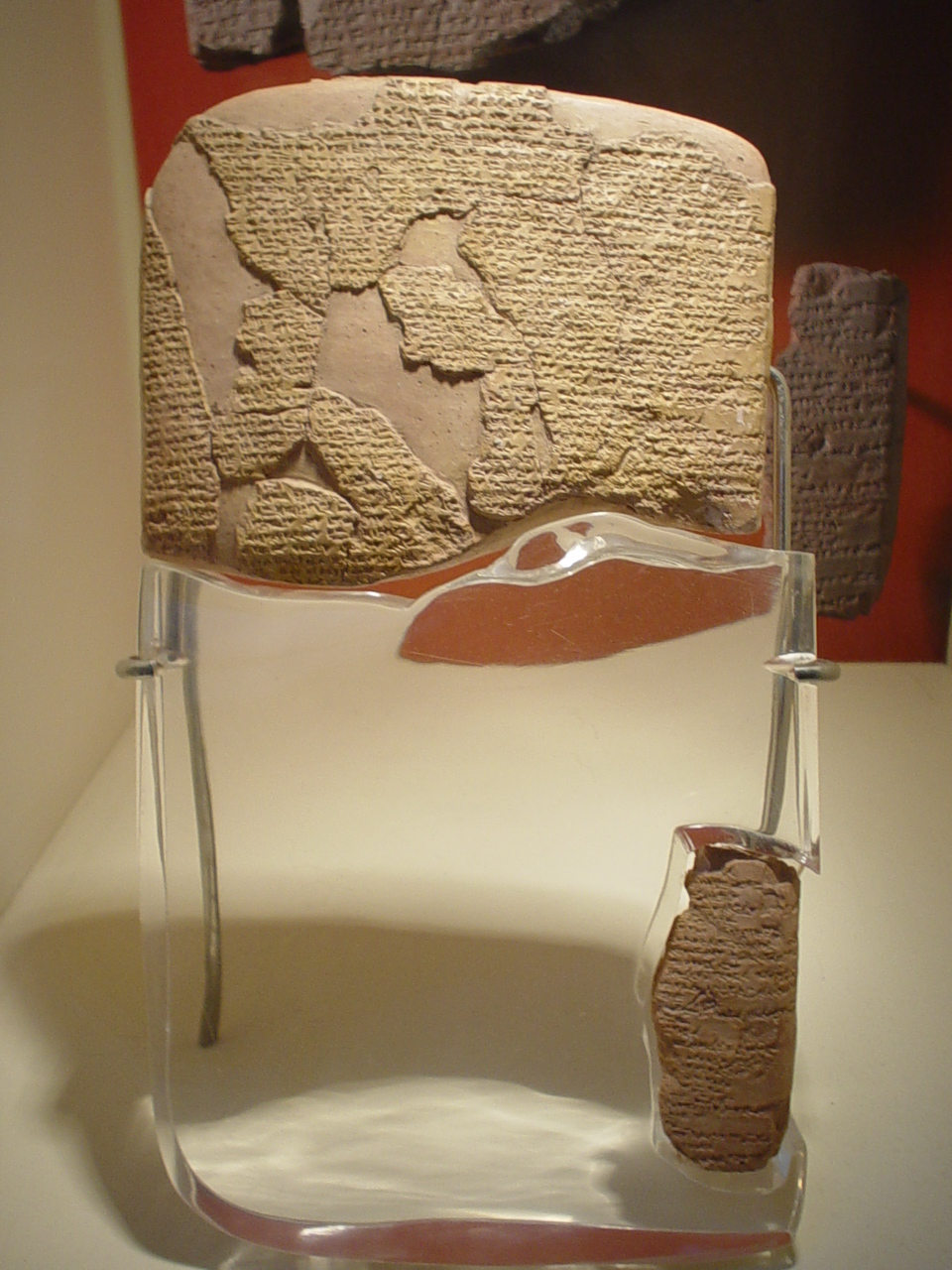
Tratado de Qadesh firmado entre Hattusili I y Ramsés II. Está fechado en 1269 a. C.

Desde los tiempos de Anitta y Hattusili I, los reyes hititas tomaron y vieron reconocido el título de «gran rey» (en acadio, šarru rābu, la lengua diplomática de la época) que les colocaba en el cerradísimo club de las potencias dominantes del Antiguo Oriente Próximo. Este rango se reconoció en principio a los reyes que no tenían señor, que disponían de un poderoso ejército y de numerosos vasallos. Se reconocieron mutuamente como «hermanos», excepto cuando las relaciones entre ellos eran especialmente malas. Fueron, además de los reyes hititas, los de Babilonia, los de Egipto y, en sucesivas épocas, los de Alepo, Mitanni, Asiria, Alasiya (a pesar de su escasa fortaleza) y Ahhiyawa.
Las relaciones diplomáticas entre los grandes reyes de la segunda mitad del segundo milenio a. C. se conocen por las cartas de Amarna desenterradas en las ruinas de la antigua capital del faraón Akenatón y la correspondencia de varios reyes hititas encontrada en Hattusa.
El intercambio de mensajes se hacía mediante embajadores mensajeros porque no existían embajadas permanentes. No obstante, algunos enviados podían estar especializados en el trato con una corte concreta y quedarse allí durante meses o años. Estas misivas iban acompañadas generalmente de un intercambio de regalos conforme al principio de la donación y contradonación. Si los mensajes concernían a asuntos políticos, muchos trataban de las relaciones entre los soberanos, que eran objeto de tensiones relacionadas con el prestigio entre iguales que podían perder —en particular sobre la magnificencia y valor de los regalos recibidos o enviados— o de las alianzas matrimoniales que les unían. Los reyes hititas se casaron varias veces con princesas babilonias, ya que estuvieron aliados largo tiempo con la dinastía casita que dirigía entonces el reino mesopotámico. Hattusili III, por su parte, envió a dos de sus hijas para que se casaran con Ramsés II. Esto reforzó la alianza entre ambas cortes y fue objeto de largas negociaciones. Los tratados internacionales concluidos entre grandes reyes eran también objetos de extensas negociaciones. El único caso bien conocido fue un tratado entre Hattusili III y Ramsés II.

### La guerra y el ejército para los hititas
La guerra estuvo muy presente en toda la historia hitita, hasta el punto de que es difícil encontrar una ideología de paz en los textos. El estado ideal parece que fue el de la ausencia de conflictos internos en el reino y en concreto en la corte real, potencialmente muy desestabilizadores y destructivos, antes que la confrontación con los enemigos externos que aparecen como normales. El enfrentamiento bélico se vio como la recreación de un juicio divino —ordalía— en el que el futuro triunfador tenía los poderes divinos de su lado. En un texto se describe un ritual que debía cumplir el soberano antes de una campaña para comenzarla con buenos augurios. Por otra parte, el rey hitita nunca se presenta como el instigador del conflicto, sino siempre como el atacado que tenía que reaccionar para restaurar el orden.
Cuando resultaba ganador del conflicto, el rey hitita establecía relaciones formales con el vencido mediante la celebración de un tratado escrito, en vez de confiar en el terror, lo que se suponía que garantizaría la estabilidad en la región. Esto no impedía que la guerra continuara con destrucciones, pillajes y otras expoliaciones así como la deportación de prisioneros de guerra y por tanto fuera una manera de acaparar riquezas.

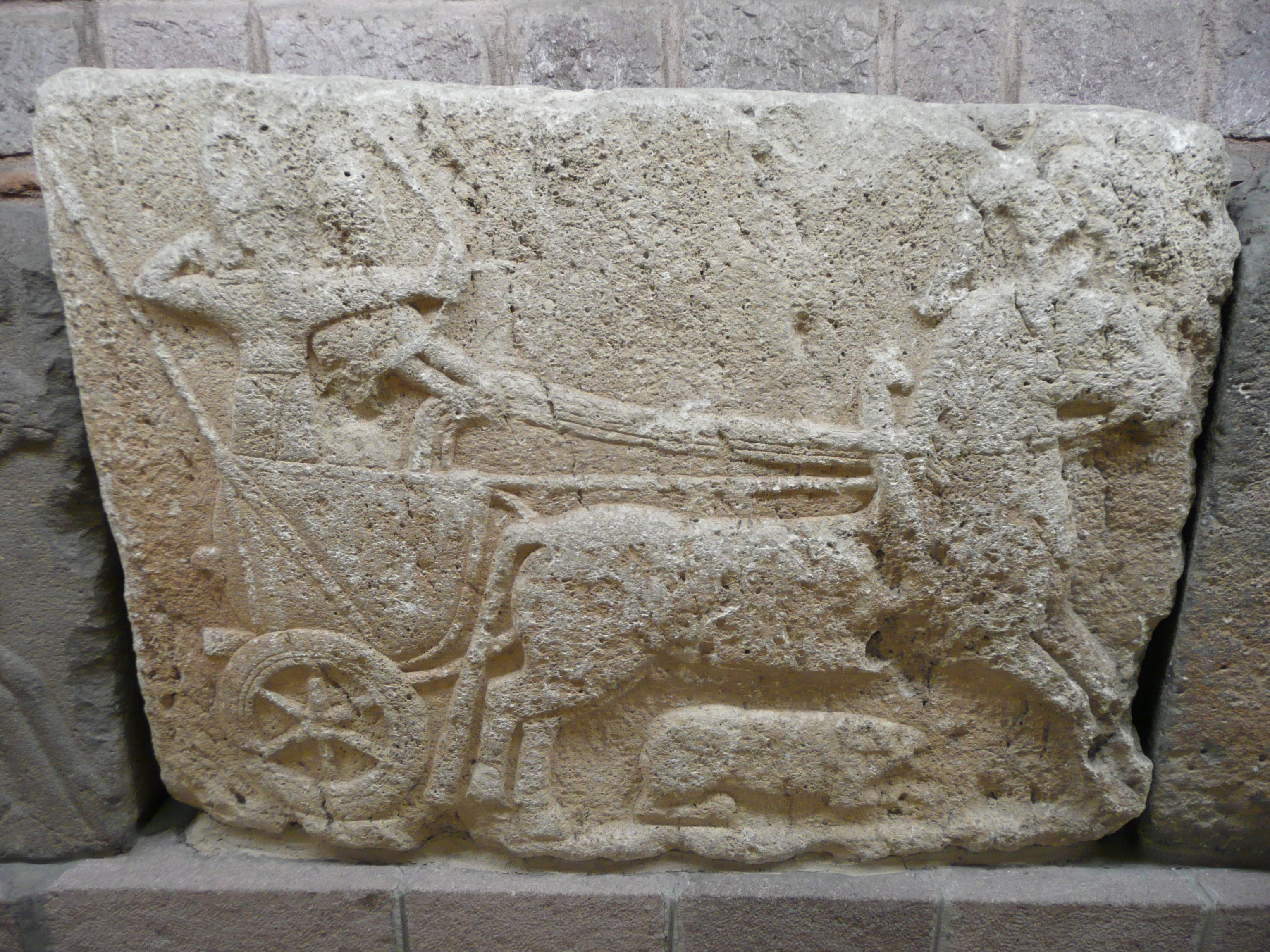
Los soldados del carro de combate eran las tropas de élite del ejército hitita.

El ejército hitita estaba bajo el mando supremo del rey, el cual estaba en el centro de una red de asesores que le informaban de todos los frentes militares activos y potenciales del imperio. Esta información estaba basada en las guarniciones fronterizas y las prácticas de espionaje. El rey podía ponerse al frente de sus tropas o bien delegar en un general, sobre todo cuando había varios conflictos simultáneos. Esto era un privilegio de los príncipes —en primer lugar de los hermanos del rey (el jefe de la guardia real, MEŠEDI) y del hijo mayor—, de los altos dignatarios como el gran mayordomo y, cada vez más con el tiempo, de los virreyes, especialmente el de Karkemish. El rango inferior estaba compuesto por los jefes de los diferentes cuerpos de tropas (carros, caballería e infantería), cargos que se dividían entre un jefe de derecha y un jefe de izquierda. Otros oficiales importantes eran los jefes de torre de guardia y los supervisores de los heraldos militares, que se ocupaban de las guarniciones —principalmente las fronterizas— y podían comandar los cuerpos del ejército. La jerarquía militar descendía desde aquí a los oficiales que dirigían las unidades más pequeñas.
El corazón del ejército se componía de tropas permanentes estacionadas en las guarniciones. Estaban mantenidas por los suministros recogidos de los almacenes estatales y, tal vez también, de las concesiones de tierras de servicio. Según las necesidades de determinados conflictos se hacían levas forzosas de tropas entre la población y los reyes vasallos tenían que proporcionar combatientes. Además de los textos de instrucciones del MEŠEDI y los jefes de torre de guardia, se conocen otros textos destinados a garantizar la competencia y, sobre todo, la lealtad de los soldados. Están las instrucciones a los oficiales, anotadas para asegurarse la fiabilidad de los que dirigen las tropas, y un ritual del juramento militar que debían prestar los soldados y oficiales cuando entraban en servicio, mediante el que juraban fidelidad al rey y en el que se describía en detalle un ritual análogo de maldiciones a las que se exponían en caso de deserción o traición a la patria (actos que estaban, en todo caso, castigados con la pena de muerte).
La mayoría de las tropas del ejército hitita eran de infantería y estaban equipadas con espadas cortas, lanzas y arcos, así como con escudos. Contrariamente a la creencia popular, el metal de las armas hititas era el bronce y no el hierro. La infantería acompañaba a las tropas de élite, los carros de combate, conocidos por las representaciones que hicieron los egipcios de la batalla de Qadesh en las que se muestra su capacidad de emprender una ofensiva rápida. Tirados por dos caballos, estos carros eran montados habitualmente por un conductor y un combatiente armado con un arco, pero en las representaciones de Qadesh van acompañados por un tercer hombre que porta un escudo. La caballería estaba poco desarrollada y servía quizá principalmente para misiones de vigilancia y correos rápidos. Según los textos egipcios que describen la batalla de Qadesh, las tropas hititas movilizadas en aquel momento —el apogeo del imperio— se elevaban a 47 000 soldados y 7000 caballos, contando las tropas de los vasallos. Sin embargo, la fiabilidad de estas cifras ha sido cuestionada. Durante la última fase del reino también podían movilizar fuerzas navales —en particular para la invasión de Alasiya— gracias a los barcos de sus estados vasallos costeros como el reino de Ugarit.

## Geografía

Mapa de las principales ciudades y regiones del mundo hitita. Los nombres en rojo claro indican la ubicación más probable o aproximada.

El corazón del Imperio hitita —llamado comúnmente País de Hatti— estaba situado en el recodo del río Kizil Irmak (Marrasantiya en lengua hitita), donde se hallaba la capital Hattusa. Este núcleo limitaba al norte con las tribus kaskas, al sur con Kizzuwadna, al este con Mitanni y al oeste con Arzawa. En el momento de máxima expansión hitita, Kizzuwadna, Arzawa y una parte importante del territorio gasga fueron incorporados al Imperio, que incluía, además, una buena parte (o la totalidad) de Chipre y diversos territorios en Siria, donde el Reino hitita limitaba al este con Asiria y al sur con Egipto. 
Algunas de las principales ciudades hititas han sido localizadas, entre ellas Nesa y la capital Hattusa. Aún quedan ciudades por hallar, como, por ejemplo, Kussara, Nerik o Tarhuntassa. En Siria estaban especialmente las ciudades conquistadas al antiguo Reino de Iamhan de Alepo, Karkemish y Qadesh.

## Cultura
Es muy probable que a partir de grafismos, los hititas hubieran llegado a desarrollar su propia escritura basada principalmente en pictogramas, pero aunque se encuentran pictogramas en la zona hitita, aún no es viable relacionarlos directamente con la cultura hitita ni tampoco es posible de momento calificarlos como una escritura sistematizada. 
Lo que sí es corroborable es que los hititas adoptaron la escritura cuneiforme usada a partir de los sumerios. Esta escritura les sirvió para su comercio internacional, aunque podía estar «dialectizada» acorde al idioma hitita, si bien al usarla en gran medida de un modo próximo al de los ideogramas resultaba inteligible para pueblos vecinos alófonos.
El arte hitita que ha llegado a nuestros días ha sido calificado desde el tiempo de los griegos clásicos como un «arte ciclópeo» debido a la magnitud de sus sillerías y a las dimensiones y relativa tosquedad de sus bajorrelieves y algunas pocas esculturas en bulto. Estas esculturas parecen haber recibido alguna influencia egipcia, mientras que los bajorrelieves evidencian influjos mesopotámicos, aunque con un típico estilo hitita caracterizado por la ausencia de delicadezas formales. 
Sin embargo el arte hitita más típico se observa en los pocos elementos metálicos (especialmente de hierro) que han llegado hasta nuestros días. Aquí también se nota un arte «rudo» y basto, aunque muy sugestivo por cierta estilización y abstracción de índole religiosa, en la cual abundan símbolos bastante crípticos.

### Lengua hitita
La lengua hitita, también llamada nesita, es la más importante de la extinguida rama anatolia de las lenguas indoeuropeas, de la que son los otros miembros el luvita (especialmente el luvita jeroglífico), el palaico, el lidio y el licio. Uno de los grandes logros de la arqueología y la lingüística es el haber descifrado esta lengua extinta, que se considera la más antigua de entre todas las lenguas indoeuropeas documentadas. Precisamente, al ser la más antigua, resulta interesante por los elementos de los que carece y que se hallan presentes en lenguas documentadas posteriormente.
Una de sus características principales es el gran número de palabras no indoeuropeas que contiene, debido a la influencia de culturas de Oriente Próximo, como la hurrita o la cultura del pueblo de Hatti, siendo especialmente acusada esta influencia en los vocablos de origen religioso. Consta de la mayoría de los casos habituales en una lengua indoeuropea, dos géneros gramaticales (común y neutro) y dos números (singular y plural), así como diversas formas verbales. 
Aunque parece que los hititas contaban con un sistema de pictogramas, pronto comenzaron a usar también el sistema cuneiforme.

## Religión y mitología

### Un panteón abundante

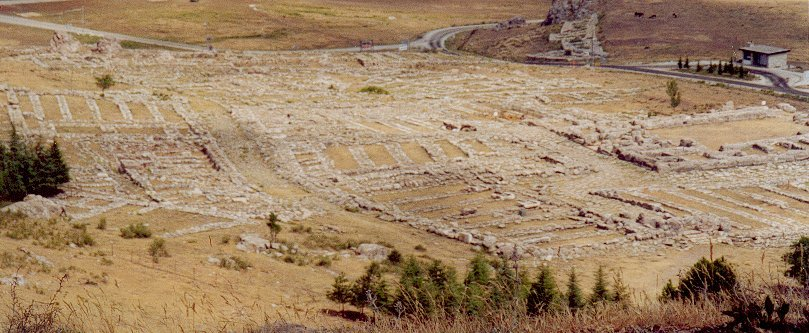
El gran templo (templo 1) de Hattusa.

La religión hitita llegó a ser conocida como «la religión de los mil dioses». Contaba con numerosas divinidades propias y otras importadas de otras culturas (muy especialmente de la cultura hurrita), entre las cuales destacaba Tesub, el dios del trueno y la lluvia, cuyo emblema era un hacha de bronce de doble filo (algo semejante, aunque puede ser casual, se observa en la civilización minoica, con su labrix), y Arinna, la diosa del sol. Otros dioses importantes eran Aserdus (diosa de la fertilidad), Naranna, diosa del placer y la natalidad y su esposo Elkunirsa (creador del universo) y Sausga (equivalente hitita de Ishtar).

### Templos, culto y celebraciones
El rey era tratado como un humano escogido por los dioses y se encargaba de los más importantes rituales religiosos, además de salvaguardar las tradiciones. Si algo no iba bien en el país, se le podía culpar a él si había cometido el más mínimo error durante uno de esos rituales, e incluso los propios reyes participaban de esta creencia; así, por ejemplo, Mursili II atribuyó una gran peste que asoló el reino hitita a los asesinatos que llevaron a su padre al trono, y realizó numerosos actos y mortificaciones para pedir perdón ante los dioses.

### Rituales de magia
Por numerosas tablillas hititas conocemos unos rituales de tipo mágico que tienen por objetivo manipular la realidad para convocar e influir en las fuerzas invisibles (los dioses y otros). Estos procesos se utilizaban en una gran variedad de casos: durante los ritos de paso (nacimiento, mayoría de edad, muerte), durante el establecimiento de vínculos garantizados por las fuerzas divinas (compromiso con el ejército, acuerdos diplomáticos), para curar o expiar los diversos males, a los que se atribuía un origen sobrenatural (enfermedades o epidemias que tienen por origen una falta cometida, hechizos debidos a la malicia de un brujo o, más a menudo, de una bruja, pero también peleas de pareja, impotencia sexual, una derrota militar, etcétera).
Estos rituales movilizaban a muchos especialistas. En primer lugar a las «mujeres viejas» (sumerograma, ŠU.GI; en hitita, hassawa), que parecen haber sido las expertas en rituales por excelencia, pero también a los especialistas en adivinación, que completaban sus prácticas habituales mediante rituales mágicos, y a los médicos exorcistas (A.ZU, que se podría traducir por «físico»). En efecto, las prácticas médicas hititas combinaban remedios que a ojos modernos revelarían medicina científica con otros que eran de orden mágico. Esta diferencia no era apreciada por la gente de los tiempos antiguos.
Los rituales mágicos de los hititas podían seguir varias reglas:
- La analogía o simpatía que consistía en la utilización de objetos con los que se realizaban actividades que simbolizaban el efecto de lo que querían conseguir, al tiempo que se recitaban encantamientos que garantizasen su eficacia. Por ejemplo, durante el ritual de entrada en servicio de los soldados, se aplastaba la cera para simbolizar lo que les sucedería en caso de deserción; durante el ritual contra la impotencia sexual, el hombre entregaba en el ritual un huso y una rueca, que representaban la feminidad (asimilados a la impotencia), y le daban un arco y unas flechas que simbolizaban la virilidad reencontrada.
- El contacto aseguraba la transferencia de un mal de una persona u objeto a otro objeto o partes de un animal sacrificado. Esto se hacía con solo tocar o agitar el objeto que se suponía captaba el mal alrededor de la persona tratada; o haciendo pasar a este último entre las partes de objetos y animales que constituían una suerte de portal simbólico que permitiera disipar el mal cuando era atravesado.
- La sustitución era un proceso que permitía reemplazar la persona receptora del mal por un objeto (a menudo una figurilla de barro que la representaba), un animal o incluso otra persona en el caso de los reyes. El sustituto era después destruido, sacrificado o exiliado (práctica del chivo expiatorio) llevando consigo el mal.[66]

### Adivinación
La voluntad de los dioses era accesible a los hombres mediante la adivinación. Esto permitió a los hititas conocer el origen de una enfermedad o una epidemia, de una derrota militar o de cualquier mal. Las informaciones recopiladas así debían permitir luego ejecutar los rituales adecuados. La adivinación también podía servir para juzgar la oportunidad de una acción que quisieran realizar (iniciar una batalla, construir un edificio, etc.) en previsión de si tenían el consentimiento divino, de si se realizaría en un momento propicio o perjudicial y, sobre todo, para saber que iba a suceder en el futuro.
Existieron varios tipos de prácticas adivinatorias. La adivinación mediante los sueños (oniromancia), que parece haber sido la más habitual, podía ser de dos tipos: o el dios se dirigía él mismo al durmiente, o provocaba el sueño (incubación). La astrología está atestiguada en textos encontrados en Hattusa. Los otros procedimientos de adivinación oracular más habituales eran la lectura de las entrañas de ovejas (hepatoscopia), la observación del vuelo de ciertas aves (augures), los movimientos de una serpiente de agua en un barreño y un proceso enigmático consistente en echar a suertes objetos que simbolizaban algo (la vida, el bienestar de una persona) supuestamente para revelar el futuro.
Por lo tanto, la adivinación podía ser producida en los hombres con los rituales precisos, o bien emanar directamente de los dioses de forma espontánea y ser impuesta a los hombres que debían después interpretar el mensaje. En todos los casos fue necesario apelar a especialistas en adivinación. Algunos estaban especializados en ciertas prácticas concretas, como el BARU en hepatoscopia o el MUŠEN.DÙ para la interpretación de los sueños. La «mujer vieja» realizó también muchos de estos rituales.

### Mitos
En las ruinas de Hattusa se han desenterrado varios relatos mitológicos. El estado fragmentario de la mayoría de ellos impide conocer su desenlace o incluso su desarrollo principal. Sin embargo, algunas piezas se encuentran entre las más notables de la mitología del Antiguo Oriente Próximo. La mayoría de estos mitos no tienen un origen hitita: muchos parecen tener un fondo hattiano; otros tienen un origen hurrita (quizá más precisamente de Kizzuwadna).
Entre los mitos del primer grupo un tema recurrente es el del dios desaparecido, cuyo ejemplo más conocido es el mito de Telepinu. El dios epónimo desaparece poniendo en peligro la prosperidad del país, de la cual era garante. La esterilidad golpea a los campos y animales; las fuentes de agua se secan; reinan el hambre y el desorden. Los dioses investigan como hacer volver a Telepinu, pero fracasan antes de que una pequeña abeja enviada por Hannahanna consiga encontrarlo y despertarlo. El final del texto está perdido, pero es evidente que en él se narraban el regreso del dios y de la prosperidad. Se conocen otros mitos que narran la desaparición de otros dioses y que siguen este mismo patrón. Se refieren al dios Luna, en el mito de la luna que cayó del cielo, a varios dioses de la tormenta como el de Nerik, al dios Sol y muchos más. Con frecuencia solo se conocen por historias fragmentarias o por los rituales en los que se reproduce el desarrollo del mito y que permiten el regreso del dios y, por lo tanto, asegurar la prosperidad del país. Estos mitos están claramente relacionados con el ciclo agrícola y el retorno de la primavera. Simbolizan el regreso del orden frente a la desorganización, el cual puede garantizarse mediante la aplicación de los mitos vinculados a él.
Otro mito anatolio importante es el de Illuyanka. Se conoce por dos versiones y relata el combate del dios de la tormenta contra la gigantesca serpiente Illuyanka. La victoria del gran dios se produce a pesar de los reveses iniciales y con la ayuda de otros dioses. Este mito se inscribe en el tema de los mitos que tienen a una deidad soberana enfrentándose a un monstruo que simboliza el caos —como en el ciclo de Baal de Ugarit, la epopeya babilónica de la creación—. Al igual que este último, se recitó y tal vez se representó durante una de las grandes celebraciones de primavera (la celebración purulli entre los hititas).
El último gran mito, conocido por unas tablillas de Hattusa, es el ciclo de Kumarbi, mito de origen hurrita dividido en cinco «canciones» (Sìr) desigualmente conocidas. Tiene por tema la declaración del dios Tesub (el dios hurrita de la tormenta) ante varios adversarios, en primer lugar Kumarbi que le suplanta en la primera historia: la canción de Kumarbi. La rivalidad entre los dos termina en la canción de Ullikumi en la que Tesub debe derrotar a un gigante engendrado por su enemigo mortal. Este ciclo mítico tiene un alcance más general que los precedentes porque comienza con una narración del origen de los dioses y explica la creación de su jerarquía y, en particular, la primacía del dios de la tormenta. Es también el que presenta mayores paralelismos con la mitología griega, ya que la narración de los conflictos generacionales de los dioses es muy cercana a la de la Teogonía de Hesiodo.
De los mitos propiamente hititas que nos han llegado, tenemos a los humanos como personajes principales, pero implicando también a los dioses. El mito de Appu cuenta la historia de una pareja rica sin hijos que implora al dios Sol para que acuda en su ayuda. Esto, por último, les permite tener gemelos, uno bueno y otro malo, que luego se volverán rivales siguiendo un modelo conocido en otras culturas antiguas (y posiblemente influenció en la judeocristiana el mito de Abel y Caín) La leyenda de Zalpa introduce un texto historiográfico en el que se relata la toma de esta ciudad por Hattusili I y sirve sin duda para presentar el origen del conflicto. Relata como la reina de Kanesh da a luz a treinta hijos que ella persigue tras su nacimiento y que sobreviven gracias a la ayuda divina para crecer en Zalpa. Más tarde, están a punto de unirse a las treinta hijas que la reina de Kanesh había tenido a continuación, momento en el que la historia se detiene.

### La muerte y el más allá
Siguiendo las concepciones que aparecen en varios textos encontrados en lo que fue el país de Hatti, los hititas dividieron el universo en el Cielo —el mundo superior donde vivían los grandes dioses— y un conjunto formado por la Tierra y el infierno —el mundo subterráneo descrito como «tierra sombría»—, al que llegaban los difuntos después de la muerte. Era accesible desde la superficie de la tierra a través de las cavidades naturales que conducen hacia las profundidades: pozos, pantanos, cascadas, grutas y otros agujeros (como las dos cámaras de Nişantepe en Hattusa). Estos lugares podían servir como espacios para los rituales relacionados con las deidades infernales. Como su nombre indica, la tierra sombría se veía como un mundo poco atractivo en el que los muertos llevaban una existencia lúgubre.
Los textos hititas parecen fuertemente influidos por las creencias mesopotámicas del más allá, por lo que resulta difícil determinar en que medida reflejan las creencias populares locales. Al igual que los habitantes del país de los dos ríos, los hititas pusieron el inframundo bajo la protección de la diosa Sol de la Tierra (la diosa Sol de Arinna) que recoge aspectos de la antigua diosa hatti Wurusemu. Esta se asoció a Lelwani, otra gran divinidad infernal hatti, y asimilada a sus equivalentes sumeria y hurrita Ereshkigal y Allani. El mundo infernal anatolio estaba poblado de otros dioses, sirvientes de esta reina del infierno, en particular por unas diosas que hilaban la vida de los hombres igual que las moiras de la mitología griega o las parcas de la romana.
Las prácticas funerarias conocidas son principalmente aquellas que conciernen a los reyes y a los miembros de la familia real que se beneficiaron de funerales fastuosos y del ancestral culto a los muertos. No se ha descubierto ninguna tumba real. Los soberanos y sus familias eran incinerados y sus restos eran sin duda depositados en su lugar de culto funerario llamado hekur. Quizá tengamos un ejemplo con la cámara B de Yazilikaya, que habría servido entonces para el culto funerario de Tudhaliya IV y cuyos bajorrelieves podrían representar a las divinidades infernales. Se ofrecían sacrificios regulares a los reyes y miembros de la familia real difuntos y sus templos funerarios eran ricas instituciones dotadas de tierras y personal, como en los grandes templos. Esta práctica de culto a los antepasados probablemente existía también entre el pueblo, con el objetivo de asegurarse de que los muertos no volvieran para atormentar a los vivos bajo la forma de fantasmas (GIDIM). Si era necesario, podían ser expulsados mediante exorcismos.
Los cementerios anatolios del segundo milenio antes de Cristo datan principalmente de la primera mitad de este periodo, correspondiente a la época de las colonias asirias de mercaderes y al antiguo reino hitita. Pocos cementerios del periodo del Imperio hitita se han sacado a la luz. El más importante es el de Osmankayasi situado cerca de Hattusa. Estos cementerios documentan las prácticas funerarias de las clases media y baja de la sociedad hitita. La inhumación e incineración coexisten, pero la segunda tiende a aumentar en el transcurso del periodo. Los enterramientos podían hacerse en tumbas de cista (sin duda para los más ricos), en simples fosas o en grandes jarras llamadas con la palabra griega pithos (para los menos ricos). La mayoría de las tumbas conocidas están situadas en las necrópolis, pero algunas de ellas se encuentran en el interior de los muros de las ciudades, debajo de la residencia de la familia del difunto, como también es común en Siria y Mesopotamia.

### Referencia histórico-general
- Bittel, Kurt (1976). Los Hititas. traducción por José Gil de Ramales. Madrid: Aguilar.
- Ceram, C. W. (1985). El misterio de los hititas. Ediciones Destino, S.A. ISBN 978-84-233-0760-9.
- Kuhrt, Amelie (2001). El Oriente próximo en la antigüedad, c. 3000-330 a. C. Editorial Crítica. ISBN 978-84-8432-163-7.
- Loon, Maurits N. van (1985). Anatolia in the second millennium B.C. Leiden: E.J. Brill.
- Macqueen, J. G. (1986). The Hittites : and their contemporaries in Asia Minor. London: Thames and Hudson.
- Sáez Fernández, Pedro (1988). Los hititas. Ediciones Akal, S.A. ISBN 978-84-7600-335-0.

### Textos hititas
- Alp, Sedat (1991). Hethitische Briefe aus Masat-Höyük. Ankara: Türk Tarih Kurumu Basimevi.
- Bernabé Pajares, A. y Álvarez Pedrosa, J.A. (2000). Historia y leyes de los hititas. Textos del Imperio Antiguo. El Código. Colección: AKAL/ORIENTE. ISBN 978-84-460-1123-1.
- Bernabé Pajares, A. y Álvarez Pedrosa, J.A. (2004). Historia y leyes de los hititas. Textos del Imperio Medio y del Imperio Nuevo. Colección: AKAL/ORIENTE. ISBN 978-84-460-2253-4.
- Bernabé, Alberto (1979). Textos literarios hititas. Madrid: Editora Nacional.
- García Trabazo, José Virgilio (2002). Textos religiosos hititas. Mitos, plegarias y rituales. colección: Biblioteca de Ciencias Bíblicas y Orientales número 6. Edición bilingüe crítica. Madrid: Editorial Trotta. ISBN 978-84-8164-522-4.
- González Salazar, Juan Manuel (2010). Rituales hititas. Entre la magia y el culto. Colección: AKAL/ORIENTE. ISBN 978-84-460-0945-0.
- Hagenbuchner, Albertine (1989). Die Korrespondenz der Hethiter. Heidelberg: Winter.
- Kosak, Silvin (1982). Hittite inventory texts: CTH 241-250. Heildelberg: Winter.

### Novela histórica
- Waltari, Mika. Sinuhé, el egipcio.